# Herrmannberge
Die Herrmannberge sind eine Gruppe felsiger Erhebungen im ostantarktischen Königin-Maud-Land. Sie ragen zwischen dem Reecedalen und den Kvitsvodene in der Sverdrupfjella auf. Zu ihnen gehören die Hamrane und die Rootshorga.
Entdeckt und benannt wurde es bei der Deutschen Antarktischen Expedition 1938/39 unter der Leitung des Polarforschers Alfred Ritscher. Namensgeber ist Ernst Herrmann (1895–1970), Geograf dieser Forschungsreise. Teilnehmer der Norwegisch-Britisch-Schwedischen Antarktisexpedition (1949–1952) nahmen Vermessungen des Gebirges vor.